# H2O: Just Add Water
H2O: Just Add Water, beter bekend als H2O, is een Australische televisiereeks die opgenomen werd in zeezoogdierenpark Sea World en andere locaties aan de Gold Coast. De serie verscheen voor het eerst op het Australische 'Network Ten' en later op 'Disney Channel Australia'. De serie is in meer dan 120 landen uitgezonden en door meer dan 250 miljoen mensen bekeken. Het themalied No Ordinary Girl werd in het eerste seizoen door Ellie Henderson gezongen, in het tweede door Kate Alexa en in het derde door Indiana Evans (Bella).

## Verhaal
Rikki Chadwick, Emma Gilbert en Cleo Sertori zijn drie Australische tienermeisjes die op het mysterieuze eiland Mako stranden. Ze belanden in een poel onder een slapende vulkaan, precies op het moment dat een volle maan boven hen verschijnt en de poel in maanlicht baadt. Nadat ze worden gered en terug naar de kust gebracht, ontdekken de meisjes iets bijzonders: tien seconden nadat ze in contact komen met water, veranderen ze in zeemeerminnen. Na verdere experimenten ontdekken ze ook dat ze bovennatuurlijke krachten hebben waarmee ze water kunnen manipuleren. Het drietal roept de hulp in van Cleo's vriend, Lewis McCartney, om hun situatie geheim te houden en er meer over te leren.
Dagelijkse situaties, zoals douchen en omgaan met regen, worden een uitdaging nu de meisjes hun nieuwe vaardigheden proberen de baas te worden. De krachten brengen zowel voordelen als nadelen met zich mee. Tegelijkertijd moeten ze hun geheim bewaren voor iedereen om hen heen, inclusief hun families. Na verloop van tijd leren de meisjes hun krachten en nieuwe levensstijl te omarmen.
In het tweede seizoen wordt Charlotte Watsford geïntroduceerd, een rivaal van Cleo. Charlotte begint een relatie met Lewis kort nadat Cleo het met hem heeft uitgemaakt. Charlotte krijgt zeemeerminkrachten en wordt de belangrijkste antagonist van het seizoen. Ze bezit alle drie de krachten van de meisjes. Uiteindelijk verliest Charlotte zowel haar krachten als Lewis, die terugkeert naar Cleo.
Het derde seizoen begint met het vertrek van Emma, die met haar ouders en broer de wereld rondreist. Een nieuw personage, Bella Hartley, maakt haar entree. Zij blijkt al sinds haar negende een zeemeermin te zijn. Rikki en Cleo raken bevriend met Bella, maar worden al snel geconfronteerd met een mysterieus tentakel van water dat een connectie heeft met Mako. Ook verschijnt een nieuwe jongen, Will Benjamin, die bevriend raakt met het trio nadat hij ontdekt dat zij zeemeerminnen zijn. De meisjes ontdekken dat de aarde in de baan van een komeet ligt die de planeet kan vernietigen. Samen bedenken ze een plan om deze catastrofe te voorkomen.

## Personages

### Hoofdpersonages

#### Emma Gilbert
| Personage    | Actrice                                             | Seizoen een     | Seizoen twee    | Seizoen drie   | Eerste verschijning |
| ------------ | --------------------------------------------------- | --------------- | --------------- | -------------- | ------------------- |
| Emma Gilbert | Claire Holt (Nederlandse stem: Roos van der Waerden | 26 afleveringen | 26 afleveringen | 0 afleveringen | Metamorphosis       |

Emma's vrienden noemen haar Em. Emma ontdekt als eerste dat ze zeemeermin is geworden op een ochtend dat ze in zee gaat zwemmen. Ze kan elk object of elke vloeistof die water bevat of nat is bevriezen. In seizoen 2 heeft ze nog meer krachten, waardoor ze dingen nog harder kan bevriezen en sneeuw kan maken. In seizoen 1 was ze verliefd op Byron, maar in seizoen 2 wordt ze uiteindelijk verliefd op Ash, een ruiter die les gaf aan Emma's jongere broer Elliot. Eerst kon ze Ash niet uitstaan omdat hij beter kan paardrijden dan zij. Ook wordt Ash in het 2e seizoen de manager van het café waar Emma werkt – een baan waarvan ze vindt dat zij die had moeten krijgen. Bovendien verandert Ash het gehele café, inclusief de menukaart, de werkkleding en de indeling van de koeling en de vriezer. Ook hier kan Emma niet tegen. Uiteindelijk ontslaat hij Emma omdat hij denkt dat zij alles anders doet om hem te irriteren. Als hij erachter komt dat hij zich vergist heeft, gaat hij naar Emma's huis om zich te verontschuldigen. Ook verandert hij, om Emma terug te krijgen, alles terug naar hoe het was voordat hij de manager werd. Uiteindelijk wordt Emma (door toedoen van Cleo en Rikki) verliefd op Ash. Maar haar zeemeermingeheim is nog een probleem. Ash ziet het hele tweede seizoen vreemde dingen rondom Emma gebeuren en vraagt zich af waarom. Aan het einde van het seizoen vertelt Emma hem alles. In seizoen drie is Emma op wereldreis gegaan met haar ouders en is ze dus niet te zien in de afleveringen van dit seizoen. Er wordt wel over haar gesproken in de eerste aflevering van seizoen 3: The Awakening
- Claire Holt verscheen niet in de aflevering The Gracie Code, Part 1, maar is te zien in een flashback.
- Claire Holt was niet te zien in het derde seizoen omdat ze bezig was met de film Messengers 2: The Scarecrow.

#### Cleo Sertori
| Personage    | Actrice       | Seizoen een     | Seizoen twee    | Seizoen drie    | Eerste verschijning |
| ------------ | ------------- | --------------- | --------------- | --------------- | ------------------- |
| Cleo Sertori | Phoebe Tonkin | 26 afleveringen | 26 afleveringen | 26 afleveringen | Metamorphosis       |

Cleo ontdekt dat ze een zeemeermin is wanneer ze in bad zit. Ze kan het water laten bewegen in elke vorm die zij wil. Ook kan ze meer water creëren dan de oorspronkelijke bron inhoudt, wat te zien is in de eerste aflevering: Metamorphosis. In seizoen 2 kan ze ook wind, wolken en regen creëren. Cleo heeft een ketting die ooit van Gracie is geweest. Ze is nogal verlegen. In de loop van seizoen 1 ontwikkelen Cleo en Lewis een relatie, maar vanwege Lewis' perfectionisme en door de scheiding van Cleo's ouders, waardoor Cleo het te druk heeft voor een relatie, maakt ze het uit. Ze is jaloers als een nieuwkomer, Charlotte, dichter bij Lewis komt en ze inziet dat ze eigenlijk nog wel van hem houdt. Nadat Charlotte veel problemen heeft veroorzaakt, maakt Lewis het met haar uit en wordt hij weer een koppel met Cleo. In seizoen 3 wordt Cleo ook een soort van studienerd (zoals Lewis) en probeert ze er zelfs zeker van te zijn dat Rikki en Bella hun huiswerk maken en goed leren voor toetsen en examens. Ook doet ze in seizoen 3 onderzoek naar een steen uit de maanvijvergrot, om uit te vinden waarom de watertentakel verschenen is. Hierbij brengt ze het meerminnengeheim in gevaar door een stenenexpert in te schakelen.

#### Rikki Chadwick
| Personage      | Actrice      | Seizoen een     | Seizoen twee    | Seizoen drie    | Eerste verschijning |
| -------------- | ------------ | --------------- | --------------- | --------------- | ------------------- |
| Rikki Chadwick | Cariba Heine | 26 afleveringen | 26 afleveringen | 26 afleveringen | Metamorphosis       |

Rikki ontdekt dat ze een zeemeermin is wanneer ze nat wordt gesproeid door een tuinsproeier. Rikki ontdekt als laatste haar staart en magische krachten. Ze kan water tot het kookpunt koken en laten verdampen. In seizoen 2 kan ze dingen doen verbranden en zelfs bliksem en onweer creëren. Ze is een rebel en een loner die zich aangetrokken voelt tot de arrogante jongen Zane Benett. Eerst kon ze hem niet uitstaan. Hun relatie begon pas nadat ze samen vastzaten op het balkon van het bedrijf van Zanes vader. Op het einde van seizoen 1 maken ze het uit, omdat Zane meehielp aan het onderzoeksproject van Denman op de drie meiden als zeemeermin. In seizoen 2 krijgen ze weer een relatie en in seizoen 3 maken ze het in de helft van het seizoen weer uit omdat Zane heeft gekust met Sophie, de zus van Will. Zane dreigt dan om Rikki's geheim te verklappen, maar hij ziet later in dat hij fout bezig was en biedt zijn excuses aan. Ze besluiten om toch vrienden te blijven. Rikki speelt ook mee in de laatste twee afleveringen van het derde seizoen van de spin-off Mako Mermaids. Daarin is ze een professionele duiker die duikt naar eeuwenoude artefacten die op de zeebodem liggen. Hierbij heeft ze ooit een drakenarmband gevonden die later in seizoen 3 van Mako Mermaids nodig is om een groot mysterie op te lossen en om dierbare mensen terug te krijgen die verloren leken.

#### Charlotte Watsford
| Personage          | Actrice         | Seizoen een    | Seizoen twee    | Seizoen drie   | Eerste verschijning |
| ------------------ | --------------- | -------------- | --------------- | -------------- | ------------------- |
| Charlotte Watsford | Brittany Byrnes | 0 afleveringen | 25 afleveringen | 0 afleveringen | Control             |

Charlotte verschijnt voor het eerst in aflevering Control. Haar oma was een van de eerste zeemeerminnen. Ze ontmoet Cleo voor de eerste keer als ze op school wordt natgespoten door een tuinsproeier die Cleo een andere kant op wilde zetten, maar dat ging fout. Cleo kwam hiervoor haar excuses aanbieden aan Charlotte, maar Charlotte wist niet waarom. Charlotte vindt Lewis leuk en als Cleo het uitmaakt met Lewis, grijpt ze haar kans en krijgen Lewis en Charlotte een relatie. Later komt Charlotte erachter dat Cleo, Emma en Rikki foto's van haar oma op hun kamers hebben hangen en ziet ze een foto waarop te zien is dat haar oma een zeemeermin is. Ook vindt ze op Cleo's kamer een oude film waarop duidelijk te zien is dat haar oma een zeemeermin is. Charlotte komt via een paar oude tekeningen te weten dat ze op Mako moet zijn en uiteindelijk vindt ze de maanvijvergrot. Hierbij komt ze er ook achter dat Cleo, Emma en Rikki zeemeerminnen zijn. Wanneer ze later contact legt met Max Hamilton komt ze erachter hoe het kan dat de meiden zeemeerminnen zijn en hoe ze zelf een zeemeermin kan worden. Ze gaat terug naar Mako en wacht af tot er iets gebeurt. Ze heeft de hoop al bijna opgegeven als het licht van de volle maan op de maanvijver schijnt en de maanvijver begint te bubbelen. Ze springt in het bubbelende water en wordt ook een zeemeermin. Eerst willen de meiden haar helpen, maar wanneer Charlotte haar krachten misbruikt op Cleo, Emma en Rikki, stoppen ze met het helpen van Charlotte. Lewis komt er later achter dat Cleo is weggelopen van huis, dat Charlotte zijn mobiel had gestolen en dat ze al zijn contact met Cleo wilde verhinderen. Hierop besluit hij om het met Charlotte uit te maken en gaat hij Cleo zoeken. Later komt Lewis erachter dat eens in de 50 jaar alle planeten op een rij staan en dat een zeemeermin die op dat moment in de maanvijver is haar krachten dan voorgoed verliest. De meiden waarschuwen Charlotte, maar ze neemt de waarschuwing niet serieus, omdat ze al weet dat ze haar krachten kan verliezen. Vervolgens lokt ze de meiden in de val en dan ontstaat er een strijd die de meiden winnen en waarbij Charlotte in het water valt en haar krachten voor altijd verliest. Charlotte ziet in hoe verkeerd ze bezig was en belooft Lewis om niets te vertellen over het geheim van de meiden.

#### Will Benjamin
| Personage     | Acteur        | Seizoen een    | Seizoen twee   | Seizoen drie    | Eerste verschijning |
| ------------- | ------------- | -------------- | -------------- | --------------- | ------------------- |
| Will Benjamin | Luke Mitchell | 0 afleveringen | 0 afleveringen | 26 afleveringen | The Awakening       |

Will verschijnt voor het eerst in het derde seizoen. Hij heeft ook een valse zus: Sophie. Hij vindt de maanvijvergrot en ontmoet de tentakel als eerste, maar de tentakel valt hem aan en hij raakt bewusteloos. Als hij bijkomt, ontmoet hij Bella en wordt hij verliefd op haar. Hij duikt ook heel veel. Wanneer hij opzettelijk een glas water over Bella's arm gooit en hij Bella achterna gaat, komt hij erachter dat ze een zeemeermin is. Eerst zegt ze dat alleen zij een zeemeermin is, maar later komt hij erachter dat ook Cleo en Rikki zeemeerminnen zijn. Als hij Bella's geheim net kent, vindt hij haar alleen in zeemeerminnenvorm leuk en niet in haar normale mensenvorm. Dit vindt Bella niet leuk, maar uiteindelijk leert Will om Bella in haar mensenvorm ook leuk te vinden. Samen met Rikki, Cleo en Bella beleeft hij allerlei avonturen.

#### Bella Hartley
| Personage                | Actrice       | Seizoen 1      | Seizoen 2      | Seizoen 3       | Eerste verschijning |
| ------------------------ | ------------- | -------------- | -------------- | --------------- | ------------------- |
| Isabella 'Bella' Hartley | Indiana Evans | 0 afleveringen | 0 afleveringen | 26 afleveringen | The Awakening       |

Isabella Hartley, beter bekend als Bella, werd een zeemeermin in Ierland toen ze negen jaar oud was. Ze heeft het vermogen om water te laten veranderen in gelatine en kan het hard maken. In het derde seizoen wordt ze verliefd op Will, een diepzeeduiker. In het begin waarschuwt Rikki Bella om zo ver mogelijk uit de buurt van Will te blijven zodat hij haar zeemeerminnengeheim niet te weten zou komen, maar als hij een glas water over haar arm gooit, komt hij achter haar geheim.

#### Lewis McCartney
| Personage       | Acteur        | Seizoen 1       | Seizoen 2       | Seizoen 3       | Eerste verschijning |
| --------------- | ------------- | --------------- | --------------- | --------------- | ------------------- |
| Lewis McCartney | Angus McLaren | 26 afleveringen | 26 afleveringen | 14 afleveringen | Metamorphosis       |

Lewis kent Cleo al sinds hij vijf jaar oud was. Hij was de eerste die wist over het zeemeerminnengeheim. Hij is een goede visser en denkt een goede wetenschapper te zijn. Toen hij het geheim net kende, wilde hij weten waarom. Nadat Cleo het uitmaakt in het tweede seizoen blijven ze nog vrienden, maar er zijn spanningen. Charlotte en Lewis worden vrienden en ze worden verliefd. Lewis wordt later verliefd op Charlotte dan andersom. Aan het einde van het tweede seizoen dumpt hij Charlotte, omdat ze lastig doet tegen Cleo. In de loop van het derde seizoen vertrekt Lewis naar Amerika voor een wetenschappelijk project.

#### Zane Bennett
| Personage    | Acteur             | Seizoen 1       | Seizoen 2       | Seizoen 3       | Eerste verschijning |
| ------------ | ------------------ | --------------- | --------------- | --------------- | ------------------- |
| Zane Bennett | Burgess Abertnethy | 26 afleveringen | 26 afleveringen | 26 afleveringen | Metamorphosis       |

Zane Bennett is een rijke jongen die denkt dat hij alles mag en kan, maar als hij wat met Rikki krijgt komt hij ook steeds dichter bij hun geheim. In seizoen 1 redt Emma Zane uit een gezonken boot, maar voor Zane zijn bewustzijn verliest ziet hij nog een stuk van Emma's staart en hij laat het hier niet bij zitten. Hij vraagt Lewis om hem te helpen het zeemonster te vinden waarvan hij de staart zag. Hij huurt een sonar die de vissen kan zien die onderwater zitten en hun grootte kan weergeven. Lewis, die de meiden wil beschermen, gooit het apparaat in het water en doet dan alsof het per ongeluk ging.
Als Zane Denman ontmoet in seizoen 1, vertelt hij haar dat ze moet blijven zoeken rond Mako. Als Zane hoort dat Denman foto's heeft van zeemeerminnen kan hij zijn ogen niet geloven, maar als hij voor het eerst binnenkomt in de maanvijvergrot en hij een gevangen Rikki met een staart ziet, schrikt hij zich rot en wil hij haar bevrijden. Dat doet hij samen met Lewis. Hij heeft Rikki en de andere meiden bevrijd, maar Rikki wil niets meer met hem te maken hebben en maakt het uit.
In seizoen 2 ontdekt Zane dat Rikki nog steeds een zeemeermin is. Rikki neemt de anderen in bescherming en zegt dat Cleo en Emma dat niet meer zijn. Uiteindelijk krijgen ze toch weer een relatie en komt Zane er ook achter dat Cleo en Emma ook nog steeds zeemeerminnen zijn.
In seizoen 3 geeft Zane een café aan Rikki, maar nadat Zane met Sophie kust, de gemene zus van Will, maakt Rikki het uit met hem. Zane probeert nog voor haar te vechten, maar helaas, Rikki geeft niet toe. In seizoen 3 koopt Zane een explosievenset voor Sophie en Ryan zodat ze de maanvijvergrot kunnen opblazen, om de kristallen die in de wanden zitten mee te kunnen nemen.

### Gastrollen/bijrollen

#### Ash Dove
| Personage | Acteur       | Seizoen een    | Seizoen twee    | Seizoen drie   | Eerste verschijning |
| --------- | ------------ | -------------- | --------------- | -------------- | ------------------- |
| Ash Dove  | Craig Horner | 0 afleveringen | 17 afleveringen | 0 afleveringen | Riding for a Fall   |

Ash Dove geeft aan het begin van seizoen 2 paardrijles aan Eliot (Emma's kleine broer). Later begint hij met werken in het Juicenet Café en raakt hij ook bevriend met Zane en Lewis. Verder in de serie krijgt hij een relatie met Emma die in de laatste aflevering van seizoen 2 vooral op de proef gesteld wordt nadat Charlotte de meiden de lucht in had gegooid en Emma het niet uit wil leggen. Aan het einde van seizoen 2 besluit Emma om Ash te laten zien dat ze een zeemeermin is. Zijn enige reactie is: "Cool".
- Waarschijnlijk is Ash meegegaan op wereldreis met Emma en haar ouders.
- Craig Horner speelde niet mee in seizoen 3 omdat hij druk was met de film The Legend of the Seeker.

#### Amber
| Personage | Acteur                | Seizoen 1      | Seizoen 2      | Seizoen 3      | Eerste verschijning |
| --------- | --------------------- | -------------- | -------------- | -------------- | ------------------- |
| Amber     | Rebekah Madden-Fisher | 0 afleveringen | 2 afleveringen | 0 afleveringen | Emma Rebel          |

Amber is voor het eerst te zien in Emma Rebel. Amber zei dat er voor een feest jongens nodig waren, waarop alle meiden jongens gingen sms'en om ze naar het feest te laten komen. Daardoor liep het feest uit de hand. Later in seizoen 2 werken Emma en Amber samen in het Juicenet Café.

#### Angela
| Personage | Acteur       | Seizoen 1    | Seizoen 2      | Seizoen 3      | Eerste verschijning |
| --------- | ------------ | ------------ | -------------- | -------------- | ------------------- |
| Angela    | Jade Paskins | 1 aflevering | 0 afleveringen | 0 afleveringen | Hurricane Angela    |

Angela is een van de nichten van de Sertori's. Ze kwam logeren omdat haar ouders voor een tijdje weggingen. De vader van Cleo zag dit als een uitgelezen kans voor Cleo om verantwoordelijkheid te leren, maar Angela is een eigenwijze meid. Ze houdt ontzettend veel van water. Tijdens hun bezoek aan Marine Park verdwijnt Angela. Wanneer Cleo thuiskomt, vindt ze een pelikaan in de badkamer. Eerst geeft ze Kim de schuld, maar later blijkt dat Angela het had gedaan om Cleo en Kim af te leiden, zodat ze kon gaan buikborden. Cleo denkt dat de pelikaan uit Marine Park komt en brengt hem daarheen. Angela moet voor straf pelikanenpoep opruimen, zodat ze haar lesje leert.

## Rolverdeling
| Acteur               | Rol                           | Seizoen   |
| -------------------- | ----------------------------- | --------- |
| Claire Holt          | Emma Gilbert                  | 1 en 2    |
| Phoebe Tonkin        | Cleo Sertori                  | 1, 2 en 3 |
| Cariba Heine         | Rikki Chadwick                | 1, 2 en 3 |
| Indiana Evans        | Bella Hartley                 | 3         |
| Luke Mitchell        | Will Benjamin                 | 3         |
| Taryn Marler         | Sophie Benjamin en Julia Dove | 2 en 3    |
| Lara Cox             | Linda Denman                  | 1         |
| Alan David Lee       | Donald Sertori                | 1, 2 en 3 |
| Deborah Coulls       | Bev Sertori                   | 1         |
| Matthew Okine        | Laurie                        | 2 en 3    |
| Andrea Moor          | Miss Geddes                   | 1 en 2    |
| Caroline Kennison    | Lisa Gilbert                  | 1 en 2    |
| Jared Robinsen       | Neil Gilbert                  | 1 en 2    |
| Andy McPhee          | Terry Chadwick                | 2         |
| Penni Gray           | Samantha Roberts-Sertori      | 3         |
| Brittany Byrnes      | Charlotte Watsford            | 2         |
| Angus McLaren        | Lewis McCartney               | 1, 2 en 3 |
| Burgess Abernethy    | Zane Bennett                  | 1, 2 en 3 |
| Cleo Massey          | Kim Sertori                   | 1, 2 en 3 |
| Trent Sullivan       | Elliot Gilbert                | 1 en 2    |
| Annabelle Stephenson | Miriam Kent                   | 1         |
| Alice Hunter         | Tiffany                       | 1         |
| Christopher Poree    | Byron                         | 1         |
| Craig Horner         | Ash Dove                      | 2         |
| Christine Amor       | Miss Louise Chatham           | 1         |
| Teri Haddy           | Jonge miss Chatham            | 1 en 2    |
| Ashleigh Brewer      | Gracie Watsford               | 2         |
| Tiffany Lamb         | Annette Watsford              | 2         |
| Amrita Tarr          | Julia Dove                    | 1         |
| Matthew Scully       | Jonge Max Hamilton            | 2         |
| Martin Vaughan       | Max Hamilton                  | 2         |
| Jamie Timony         | Nate                          | 1, 2 en 3 |
| Ariu Lang Sio        | Wilfred                       | 1 en 2    |
| Andrew Lees          | Ryan Tate                     | 3         |
| Mouche Phillips      | Miss Taylor                   | 3         |

## Afleveringen
| Seizoen | Afleveringen | Uitgezonden (seizoen 1 en 2) (seizoen 3) | Uitgezonden (seizoen 1 en 2) (seizoen 3) | Uitgezonden op Nickelodeon | Uitgezonden op Nickelodeon |
| Seizoen | Afleveringen | Start seizoen                            | Seizoensfinale                           | Start seizoen              | Seizoensfinale             |
| ------- | ------------ | ---------------------------------------- | ---------------------------------------- | -------------------------- | -------------------------- |
| 1       | 26           | 7 juli 2006                              | 29 december 2006                         | 10 juni 2013               | 15 juli 2013               |
| 2       | 26           | 28 september 2007                        | 21 maart 2008                            | 6 januari 2014             | 10 februari 2014           |
| 3       | 26           | 26 oktober 2009                          | 16 april 2010                            | 26 mei 2014                | 30 juni 2014               |

### Seizoen 1 (2006)
| No. | Aflevering | Titel                 | Regisseur      | Uitzenddatum      |  |
| --- | ---------- | --------------------- | -------------- | ----------------- |  |
| 1   | 1          | Metamorphosis         | Colin Budds    | 7 juli 2006       |  |
| 2   | 2          | Pool Party            | Colin Budds    | 14 juli 2006      |  |
| 3   | 3          | Catch of the Day      | Colin Budds    | 21 juli 2006      |  |
| 4   | 4          | Party Girls           | Colin Budds    | 28 juli 2006      |  |
| 5   | 5          | Something Fishy       | Colin Budds    | 4 augustus 2006   |  |
| 6   | 6          | Young Love            | Colin Budds    | 11 augustus 2006  |  |
| 7   | 7          | Moon Spell            | Colin Budds    | 18 augustus 2006  |  |
| 8   | 8          | The Denman Affair     | Colin Budds    | 25 augustus 2006  |  |
| 9   | 9          | Dangerous Waters      | Colin Budds    | 1 september 2006  |  |
| 10  | 10         | The Camera Never Lies | Colin Budds    | 8 september 2006  |  |
| 11  | 11         | Sink or Swim          | Colin Budds    | 15 september 2006 |  |
| 12  | 12         | The Siren Effect      | Colin Budds    | 22 september 2006 |  |
| 13  | 13         | Shipwrecked           | Colin Budds    | 28 september 2006 |  |
| 14  | 14         | Surprise!             | Jeffrey Walker | 6 oktober 2006    |  |
| 15  | 15         | The Big Chill         | Jeffrey Walker | 13 oktober 2006   |  |
| 16  | 16         | Lovesick              | Jeffrey Walker | 20 oktober 2006   |  |
| 17  | 17         | Under the Weather     | Jeffrey Walker | 27 oktober 2006   |  |
| 18  | 18         | Bad Moon Rising       | Jeffrey Walker | 3 november 2006   |  |
| 19  | 19         | Hurricane Angela      | Jeffrey Walker | 10 november 2006  |  |
| 20  | 20         | Hook, Line and Sinker | Jeffrey Walker | 17 november 2006  |  |
| 21  | 21         | Red Herring           | Jeffrey Walker | 24 november 2006  |  |
| 22  | 22         | Fish Out of Water     | Jeffrey Walker | 1 december 2006   |  |
| 23  | 23         | In Too Deep           | Jeffrey Walker | 8 december 2006   |  |
| 24  | 24         | Love Potion #9        | Jeffrey Walker | 15 december 2006  |  |
| 25  | 25         | Dr. Danger            | Jeffrey Walker | 22 december 2006  |  |
| 26  | 26         | A Twist in the Tail   | Jeffrey Walker | 29 december 2006  |  |

### Seizoen 2 (2007-2008)
| No. | Aflevering | Titel                            | Regisseur      | Uitzenddatum      |  |
| --- | ---------- | -------------------------------- | -------------- | ----------------- |  |
| 27  | 1          | Stormy Weather                   | Jeffrey Walker | 28 september 2007 |  |
| 28  | 2          | Control                          | Jeffrey Walker | 5 oktober 2007    |  |
| 29  | 3          | The One That Got Away            | Jeffrey Walker | 12 oktober 2007   |  |
| 30  | 4          | Fire and Ice                     | Jeffrey Walker | 19 oktober 2007   |  |
| 31  | 5          | Hocus Pocus                      | Jeffrey Walker | 26 oktober 2007   |  |
| 32  | 6          | Pressure Cooker                  | Jeffrey Walker | 2 november 2007   |  |
| 33  | 7          | In Hot Water                     | Jeffrey Walker | 9 november 2007   |  |
| 34  | 8          | Wrong Side of the Tracks         | Jeffrey Walker | 16 november 2007  |  |
| 35  | 9          | Riding for a Fall                | Jeffrey Walker | 23 november 2007  |  |
| 36  | 10         | Missed the Boat                  | Jeffrey Walker | 30 november 2007  |  |
| 37  | 11         | In Over Our Heads                | Jeffrey Walker | 7 december 2007   |  |
| 38  | 12         | Fish Fever                       | Jeffrey Walker | 14 december 2007  |  |
| 39  | 13         | Moonwalker                       | Jeffrey Walker | 21 december 2007  |  |
| 40  | 14         | Get Off My Tail                  | Colin Budds    | 28 december 2007  |  |
| 41  | 15         | Irresistible                     | Colin Budds    | 4 januari 2008    |  |
| 42  | 16         | Double Trouble                   | Jeffrey Walker | 11 januari 2008   |  |
| 43  | 17         | Moonstruck                       | Colin Budds    | 18 januari 2008   |  |
| 44  | 18         | The Heat is On                   | Colin Budds    | 25 januari 2008   |  |
| 45  | 19         | The Gracie Code, Part One        | Colin Budds    | 1 februari 2008   |  |
| 46  | 20         | The Gracie Code, Part Two        | Colin Budds    | 8 februari 2008   |  |
| 47  | 21         | And Then There Were Four         | Colin Budds    | 15 februari 2008  |  |
| 48  | 22         | Bubble, Bubble, Toil and Trouble | Colin Budds    | 22 februari 2008  |  |
| 49  | 23         | Reckless                         | Colin Budds    | 29 februari 2008  |  |
| 50  | 24         | Three's Company                  | Colin Budds    | 7 maart 2008      |  |
| 51  | 25         | Sea Change                       | Colin Budds    | 14 maart 2008     |  |
| 52  | 26         | Unfathomable                     | Colin Budds    | 21 maart 2008     |  |

### Seizoen 3 (2009-2010)
| No. | Aflevering | Titel                     | Regisseur      | Uitzenddatum    |  |
| --- | ---------- | ------------------------- | -------------- | --------------- |  |
| 53  | 1          | The Awakening             | Jeffrey Walker | 26 oktober 2009 |  |
| 54  | 2          | Jungle Hunt               | Jeffrey Walker | 27 oktober 2009 |  |
| 55  | 3          | Keep Your Enemies Close   | Jeffrey Walker | 28 oktober 2009 |  |
| 56  | 4          | Valentine's Day           | Jeffrey Walker | 29 oktober 2009 |  |
| 57  | 5          | Big Ideas                 | Jeffrey Walker | 30 oktober 2009 |  |
| 58  | 6          | Secrets & Lies            | Jeffrey Walker | 2 november 2009 |  |
| 59  | 7          | Happy Families            | Jeffrey Walker | 3 november 2009 |  |
| 60  | 8          | Kidnapped                 | Jeffrey Walker | 4 november 2009 |  |
| 61  | 9          | The Sorcerer's Apprentice | Jeffrey Walker | 5 november 2009 |  |
| 62  | 10         | Revealed                  | Jeffrey Walker | 6 november 2009 |  |
| 63  | 11         | Just a Girl at Heart      | Jeffrey Walker | 18 januari 2010 |  |
| 64  | 12         | Crime & Punishment        | Jeffrey Walker | 19 januari 2010 |  |
| 65  | 13         | To Have & To Hold Back    | Jeffrey Walker | 21 januari 2010 |  |
| 66  | 14         | Mermaid Magic             | Colin Budds    | 22 januari 2010 |  |
| 67  | 15         | Power Play                | Colin Budds    | 23 januari 2010 |  |
| 68  | 16         | The Dark Side             | Colin Budds    | 24 januari 2010 |  |
| 69  | 17         | A Magnetic Attraction     | Colin Budds    | 25 januari 2010 |  |
| 70  | 18         | Into the Light            | Colin Budds    | 12 april 2010   |  |
| 71  | 19         | Breakaway                 | Colin Budds    | 13 april 2010   |  |
| 72  | 20         | Queen for a Day           | Colin Budds    | 13 april 2010   |  |
| 73  | 21         | The Jewel Thief           | Colin Budds    | 14 april 2010   |  |
| 74  | 22         | Mako Masters              | Colin Budds    | 14 april 2010   |  |
| 75  | 23         | Beach Party               | Colin Budds    | 15 april 2010   |  |
| 76  | 24         | Too Close for Comfort     | Colin Budds    | 15 april 2010   |  |
| 77  | 25         | A Date With Destiny       | Colin Budds    | 16 april 2010   |  |
| 78  | 26         | Graduation                | Colin Budds    | 16 april 2010   |  |

## Multimedia

### Dvd-uitgaven
Seizoen 1 en 2 zijn uitgebracht op dvd in regio 4-PAL-formaat. Seizoen 1 is in zes aparte dvd-sets uitgegeven tussen september 2007 en november 2008; het volledige seizoen is uitgebracht in juni 2009. Seizoen 2 is uitgebracht in drie delen tussen februari en september 2009 en compleet in november 2009. Alle drie de seizoenen zijn in Nederland (regio 2) op dvd uitgebracht in de tweede helft van 2013.
| Titel                                        | Datum uitgave     | Afleveringen |
| -------------------------------------------- | ----------------- | --- |
| H2O: Just Add Water: Series 1: Volume 1      | 12 september 2007 | 1: Metamorphosis, 2: Pool Party, 3: Catch of the Day, 4: Party Girls - Extra's: trailer van serie één, profielen van de hoofdpersonages |
| H2O: Just Add Water: Series 1: Volume 2      | 12 september 2007 | 5: Something Fishy, 6: Young Love, 7: Moon Spell, 8: The Denman Affair - Extra's: fotogalerij van serie één |
| H2O: Just Add Water: Series 1: Volume 3      | 5 maart 2008      | 9: Dangerous Waters, 10: Sink or Swim, 11: The Camera Never Lies, 12: The Siren Effect - Extra's: karakterprofielen van Emma, Cleo, Rikki, Lewis en Zane                                                                                                   |
| H2O: Just Add Water: Series 1: Volume 4      | 7 mei 2008        | 13: Shipwrecked, 14: Surprise!, 15: The Big Chill, 16: Lovesick - Extra's: H2O-quiz |
| H2O: Just Add Water: Series 1: Volume 5      | 9 juli 2008       | 17: Under the Weather, 18: Bad Moon Rising, 19: Hurricane Angela, 20: Hook, Line and Sinker, 21: Red Herring |
| H2O: Just Add Water: Series 1: Volume 6      | 5 november 2008   | 22: Fish Out of Water, 23: In Too Deep, 24: Love Potion #9, 25: Dr Danger, 26: A Twist in the Tail |
| H2O: Just Add Water: Complete Series 1       | 2 juni 2009       | Alle afleveringen van seizoen 1 - Extra's: H2O quiz game; karakterprofiel van Emma, Cleo, Rikki, Lewis en Zane; fotogalerij van seizoen 1 |
| H2O: Just Add Water: Series 2: Volume 1      | 8 februari 2009   | 1: Stormy Weather, 2: Control, 3: The One That Got Away, 4: Fire and Ice, 5: Hocus Pocus, 6: Pressure Cooker, 7: In Hot Water, 8: Wrong Side of the Tracks - Extra's: telemovie van seizoen 1, trailer van seizoen 2                                       |
| H2O: Just Add Water: Series 2: Volume 2      | 2 juni 2009       | 9: Riding For a Fall, 10: Missed the Boat, 11: In Over Our Heads, 12: Fish Fever, 13: Moonwalker, 14: Get Off My Tail, 15: Irresistible, 16: Double Trouble, 17: Moonstruck - Extra's: fotogalerij                                                         |
| H2O: Just Add Water: Series 2: Volume 3      | 2 september 2009  | 18: The Heat is On, 19: The Gracie Code (Part 1), 20: The Gracie Code (Part 2), 21: And Then There Were Four, 22: Bubble, Bubble, Toil and Trouble, 23: Reckless, 24: Three's Company, 25: Sea Change, 26: Unfathomable - Extra's: blik achter de schermen |
| H2O: Just Add Water: Complete Series Two     | 4 november 2009   | Alle afleveringen van seizoen 2 - Extra's: telemovie van seizoen 1, trailer van seizoen 2, fotogalerij, blik achter de schermen |
| H2O: Just Add Water: Het complete 1e seizoen | augustus 2013     | Alle afleveringen van seizoen 1 |
| H2O: Just Add Water: Het complete 2e seizoen | september 2013    | Alle afleveringen van seizoen 2 |
| H2O: Just Add Water: Het complete 3e seizoen | december 2013     | Alle afleveringen van seizoen 3 |

### Netflix
Op 10 september 2024 verscheen de gehele serie op Netflix.

### Soundtrack
Een officiële soundtrack voor het tweede seizoen, getiteld H2O: Just Add Water en gezongen door Kate Alexa, is uitgebracht op 10 september 2007 in Australië. Het beginnummer, No Ordinary Girl, is het themalied van de gehele serie. In seizoen 3 wordt de titelsong gezongen door Indiana Evans (Bella).

### Boeken
Er zijn verschillende boeken uitgegeven door Nickelodeon UK:
1. No Ordinary Girl - 2 februari 2009
2. Living with Secrets - 2 februari 2009
3. Fishy Business - 5 mei 2009
4. A Sleepover Tail - 6 juli 2009
5. Sequins for Sea Queens - 7 januari 2010
6. First Crush - 29 april 2010
7. Moon Spell - 5 augustus 2010
8. Testing Times - 6 januari 2011
9. Hot Stuff - 9 juni 2011
10. In Too Deep - 4 augustus 2011
11. Mermaid Emotions - 27 oktober 2011
12. Siren Status - 2 februari 2012

## Prijzen en nominaties

### Prijzen
- 2008 - Logie Award voor "Meest opmerkelijke kinderprogramma" (Nickelodeon Australia)
- 2009 - Kids' Choice Award voor "Beste drama-tv-show"

### Nominaties
- 2007 - Logie Award voor "Meest opmerkelijkste kinderprogramma"
- 2007 - Nickelodeon UK Kids' Choice Award voor "Beste tv-how"
- 2008 - Logie Award voor "Meest opmerkelijkste kinderprogramma"
- 2009 - Nickelodeon Australia Kids' Choice Award voor "Favoriete drama-show"

## Trivia
- Waardoor Charlotte alle drie de krachten heeft is mogelijk te verklaren doordat zij in haar eentje in de maanpoel was. Cleo, Emma en Rikki waren met zijn drieën in het water toen zij de krachten kregen. De drie krachten werden over hen verdeeld. Dit is niet officieel bevestigd.
- Emma deed niet mee in het derde seizoen omdat Claire Holt toen een rol speelde in de film Messengers 2: The Scarecrow.
- Er is een spin-off van H2O met de naam Mako Mermaids.
- Bella is, in tegenstelling tot Emma, Rikki en Cleo, niet op Mako een zeemeermin geworden, maar in een zeegrot in Ierland toen ze 9 jaar oud was.
- De broer van Jamie Timony (Nate) heeft een rol gehad in een aantal afleveringen van seizoen 3.
- Er is een geanimeerde versie van de serie.